# René André
René André war ein französischer Schwimmer.

## Karriere
André nahm 1908 an den Olympischen Spielen in London teil. Im Wettbewerb über 100 m Freistil konnte er sich im fünften Vorlauf nicht für das Halbfinale qualifizieren.